# سرودهای زمه
سرودهای زمه (انگلیسی: Zame Hymns) یا سرودهای زَمی، مجموعه‌ای متشکل از ۷۰ سرود روحانی به زبان سومری از دوران آغازین دودمانی هستند که در ابو صلابیخ کشف شده‌اند. عنوان امروزی آن‌ها برگرفته از دوران معاصر است و به‌دلیل تکرار واژه «زمه» به‌معنای «ستایش» در این سرودها انتخاب شده است. این مجموعه، کهن‌ترین گردآوردهٔ شناخته‌شدهٔ سرودهای میان‌رودان و از جمله قدیمی‌ترین متون ادبی به خط میخی به‌شمار می‌رود. تاکنون نسخه‌ای از این سرودها بیرون از ابو صلابیخ کشف نشده و احتمال دارد بازتاب‌دهندهٔ سنتی محلی باشند. با این حال، بخش‌هایی از متونی که با دیگر مکان‌ها مانند شوروپاک و کش در ارتباط‌اند، شباهت‌هایی با آن‌ها دارند.
این مجموعه شامل ۷۰ سرود است که هرکدام به ایزد یا ایزدبانویی وابسته به یک مکان خاص اختصاص دارند. بیشتر آن‌ها از ایزدان بین‌النهرین سفلی هستند، در حالی که خدایان منطهٔ جزیره کمتر حضور دارند و از مناطق دورتر مانند ابلا، ماری و شوش اصلاً نامی برده نشده است. یازده سرود نخست به ایزدان بزرگ و شناخته‌شده‌ای مانند انلیل، اینانا، سین و نین‌گال اختصاص یافته‌اند، اما برخی دیگر از ایزدان، تنها به‌ندرت در منابع دیگر دیده شده‌اند و ویژگی‌هایشان به‌درستی شناخته‌شده نیست.
به‌دلیل شباهت‌های ساختاری، این احتمال مطرح شده که سرودهای زمه بر سرودهای بعدی مانند سرودهای معبد که به‌طور سنتی به انهدوآنا نسبت داده می‌شود، تأثیر گذاشته‌اند.

## نام
نام امروزی سرودهای زمه از واژهٔ سومری za3-me برگرفته شده است. این نام نباید به‌عنوان عنوان یک گونهٔ مستقل ادبی در نظر گرفته شود. بلکه برگرفته از عبارتی است که در تمامی سرودها تکرار می‌شود و گونه‌ای کهن از واژهٔ متأخر za3-mi2 به‌معنای «ستایش» محسوب می‌شود. این عنوان توسط Robert D. Biggs در زمان نخستین انتشار آن‌ها در سال ۱۹۷۴ پیشنهاد شد.
اگرچه اصطلاح «سرود» برای هر بخش از این ترکیب به‌کار می‌رود، برخی از پژوهشگران این نام‌گذاری را به‌دلیل کوتاهی بعضی از بخش‌ها که تنها دو سطر دارند، نادقیق می‌دانند. با این‌حال، گاهی به کل مجموعه نیز به‌عنوان یک سرود یکپارچه اشاره می‌شود.

## بررسی کلی
سرودهای زمه کهن‌ترین مجموعه شناخته‌شده از سرودهای بین‌النهرینی هستند و تاریخ‌گذاری آن‌ها به دوره دودمان آغازین IIIa برمی‌گردد. اما تاریخ دقیق‌تری را نمی‌توان برای آن‌ها مشخص کرد.
در کنار متونی که در سال‌های ۱۹۰۲ و ۱۹۰۳ از شوروپاک به‌دست آمدند، رابرت دی. بیگز از سرودهای زمه به‌عنوان «گواهی بر نخستین شکوفایی بزرگ ادبیات سومری» یاد کرده است. اما به‌گفتهٔ Manfred Krebernik و یان لیسمان، متون ادبی، گرچه به‌طور کلی از متون اداری و واژگانی جدیدترند، باید پیش‌تر، شاید در دوره اوروک، تألیف شده باشند؛ زیرا پیکره‌های متنی به‌دست‌آمده از فارا و ابو صلابیخ نشان‌دهندهٔ وجود سنت‌های مشترک هستند، و در برخی موارد، ترکیب‌هایی یکسان در بیش از یک مکان از دوره دودمانی دیده می‌شوند.
تاکنون نسخه‌ای از سرودهای زمه بیرون از ابو صلابیخ کشف نشده است. با این‌حال، آن‌ها به‌طور کامل جدا از دیگر متون نیستند، و بخش‌هایی از متون هم‌دوره که شباهت‌هایی با آن‌ها دارند، شناسایی شده است که ممکن است حاکی از منشأ مشترک در فرهنگ شفاهی باشد.
Mark E. Cohen اندکی پس از انتشار اولیهٔ این سرودها، پیشنهاد داد که آن‌ها در ابو صلابیخ تألیف شده‌اند. او پیشنهاد کرد که چون Lisin آخرین ایزد ستایش‌شده در این سرودهاست، و ایزد نگهبان ابو صلابیخ نیز به‌شمار می‌رفته، این امر نشان‌دهندهٔ منشأ محلی آن‌هاست. در سال‌های اخیر، Krebernik و Lisman نیز از این دیدگاه پشتیبانی کرده‌اند و با استناد به جایگاه لیسین در سرودها و احتمال قرار داشتن مرکز پرستش او در ابو صلابیخ، بر این باورند که این سرودها در این شهر و برای بزرگداشت بنای معبد او نوشته شده‌اند. آن‌ها همچنین احتمال می‌دهند که این سرودها در چارچوب جشنواره‌ای ادواری (شاید سالانه) که بازسازی آیینی این رویداد بوده، اجرا می‌شده‌اند، اما تأکید می‌کنند که این مسئله به‌قطع قابل اثبات نیست. نیکلاس جی پستگیت با این دیدگاه مخالف است و معتقد است تنها قرار گرفتن نام لیسین در پایان فهرست ایزدان، به‌تنهایی دلیلی بر تألیف سرودها در آن شهر نیست.
دیدگاهی متفاوت توسط داگلاس فرین مطرح شده که بر پایهٔ آن، از آن‌جا که هم دومین و هم یکی‌مانده‌به‌آخرین سرود به اوروک یا کولابا اختصاص دارند، نام‌های جغرافیایی ذکرشده ممکن است بازتاب‌دهندهٔ گسترهٔ کامل سرزمینی باشند که در دوره‌ای خاص زیر سلطهٔ این شهر قرار داشته است. او پیشنهاد کرده که این سرودها توسط کاتبان و با حمایت یکی از فرمانروایان اوروک سروده شده‌اند، مشابه با آنچه بعدها در مورد سرودهای معبد که به‌طور سنتی به انهدوآنا نسبت داده می‌شود، رخ داد؛ یعنی سرودهایی که شاید به‌درخواست سارگون بزرگ و با هدف مشخص‌کردن حدود امپراتوری اکد نوشته شده باشند. از آن‌جا که در این سرودها نام شهرهایی در نزدیکی لاگاش نیز آمده است، فرین بر این باور است که سرودها پیش از قدرت‌گیری اور-نانشه تدوین شده‌اند؛ چراکه می‌دانیم از دوران سلطنت او تا زمان اوروکاگینا، این منطقه از سلطهٔ اوروک مستقل بوده است.
جوآن گودنیک وستنهولز بر این باور بود که سرودهای زمه با اهدافی هم‌زمان الهی و سیاسی سروده شده‌اند و بازتابی از وجود نوعی سازمان «اتحادیه آمفیکتونیک» پیرامون شهر نیپور بوده‌اند؛ سازمانی که جایگاه محوری آن و ایزد نگهبانش، انلیل، در سرودها برجسته است.

## کشف و انتشار
سرودهای زمه نخستین‌بار در سال ۱۹۶۶ وارد دانش آشورشناسی شدند، زمانی‌که Robert D. Biggs نتایج اولیهٔ حفاری‌های ابو صلابیخ را منتشر کرد. این حفاری‌ها در سال‌های ۱۹۶۳ و ۱۹۶۵ توسط تیمی از مؤسسه خاورشناسی دانشگاه شیکاگو وابسته به دانشگاه شیکاگو و با همکاری نمایندگانی از اداره کل آثار باستانی عراق انجام شد.
تمام نسخه‌های شناخته‌شده از این سرودها از ابو صلابیخ به‌دست آمده‌اند. در مجموع، ۲۴ لوح و قطعه شناسایی شده‌اند؛ و گرچه احتمال می‌رود برخی از این قطعات متعلق به یک لوح مشترک باشند، پژوهشگران بر این باورند که دست‌کم هفت نسخهٔ متفاوت از سرودها کشف شده‌اند. به‌جز یک قطعهٔ منفرد که ممکن است به این ترکیب تعلق نداشته باشد، تمامی نسخه‌ها در یک اتاق واحد کشف شده‌اند؛ اتاقی که احتمال دارد کتابت‌خانهٔ یک معبد بوده باشد. با این حال، این لوح‌ها تمرین‌های دانش‌آموزی نبوده‌اند؛ زیرا اندازه‌شان بزرگ بوده و توسط کاتبان باتجربه نوشته شده‌اند، برخی از آن‌ها حتی انجامه نیز افزوده‌اند. پنج انجامه باقی مانده است که در آن‌ها نام هفده نفر که در تهیهٔ این لوح‌ها نقش داشته‌اند، آمده است. متون دیگری که در همان اتاق کشف شده‌اند شامل اسطوره‌های نینسون و آشنان (ایزدبانو)، فهرست خدایان ابو صلابیخ (در چندین نسخه)، و نمونه‌های فراوانی از UD.GAL.NUN هستند.
بیگز نخستین نسخهٔ امروزی این سرودها را در سال ۱۹۷۴ منتشر کرد، با این توضیح که این کار تنها «گام اول» در روند ترجمه آن‌هاست. سرود نخست این مجموعه بعداً توسط چند پژوهشگر دیگر نیز ترجمه شده، اما باقی پیکرهٔ متنی توجه کمتری جلب کرده است. نسخهٔ جدیدی از کل سرودها توسط مانفرد کربرنیک و Jan Lisman در سال ۲۰۲۰ تهیه شده، اما آن‌ها نیز تأکید کرده‌اند که این نسخه قطعی نیست؛ چراکه هنوز ابهاماتی دربارهٔ ترجمه درست چندین بخش باقی مانده، به‌ویژه از آن جهت که ترتیب نویسه‌ها الزاماً با دستور زبان و ساختار نحوی متون دورهٔ آغازین دودمانی هماهنگ نیست.

## محتوا
۷۰ سرود جداگانه با طول‌های متفاوت (از ۲ تا ۱۲ سطر) شناسایی شده‌اند. مشخص نیست که عدد ۷۰ در دورهٔ آغازین دودمانی اهمیتی نمادین داشته یا نه، اما منابع دوره‌های بعدی چنین نشانه‌ای ارائه نمی‌کنند که ۷۰ عددی خاص در ادیان میان‌رودان باستان بوده باشد. متن سرودها در کل یکنواخت است و تنها معدودی از بخش‌ها دارای نسخه‌های متفاوت‌اند.
در حالی‌که برخی از متون کشف‌شده در ابو صلابیخ از شیوهٔ نگارش نامعمول UD.GAL.NUN پیروی می‌کنند، سرودهای زمه، همانند نسخه‌های یافت‌شدهٔ رهنمودهای شوروپاک و سرود معبد کش در همین مکان، نمایانگر زبان سومری رایج‌اند؛ زبانی که بعدها در مدارس کاتبی امپراتوری بابل کهن نیز به‌کار می‌رفت. با این‌حال، این سرودها همچنان از نظر ترجمه دشوارند، زیرا در دورهٔ آغازین دودمانی، نشانه‌های خط میخی لزوماً مطابق با واحدهای واژگانی و صرفی به‌صورت متوالی چیده نمی‌شدند. پسوندها، حرف اضافهها، بخش‌های صرفی فعل و برخی نشان‌گرها (به‌ویژه کی که برای تعیین جای‌نام‌شناسی به‌کار می‌رفت) حذف شده‌اند؛ این امر احتمالاً نشان می‌دهد که متن‌ها برای افرادی آشنا با این سرودها به‌عنوان یادیار نگاشته شده‌اند.
اغلب سرودها با یک نام جغرافیایی و توصیف آن آغاز می‌شوند. پایان هر سرود شامل یک فرمول است که از یک نام ایزد و عبارت za3-me تشکیل شده است. به‌احتمال زیاد، در این بافتار، za3-me باید به‌صورت za3-me mu-DUG3، به‌معنای «(فلان ایزد) ستایش کرد»، تفسیر شود.
در کنار فهرست خدایان به‌دست‌آمده از فارا و ابو صلابیخ، این سرودها از مهم‌ترین منابع برای شناخت فهرست خدایان بین‌النهرین و مکان‌های نیایش در بین‌النهرین سفلی در دورهٔ آغازین دودمانی به‌شمار می‌روند. یازده سرود نخست به مهم‌ترین ایزدان، از جمله انلیل، اینانا، نینیریگال، انکی، آسارولودو، سین، شمش، نین‌گال، آنو، دامگالنونا و Nin-UM و مراکز پرستش آن‌ها اختصاص دارند. از غیبت‌های مهم می‌توان به باو (الهه), دوموزی، نینهورساگ، نین‌لیل، نینورتا، نوسکا (ایزد) و نینگیشزیدا اشاره کرد. همچنین تعداد ایزدان شمالی بسیار کم است، و تنها سرودهای شماره ۱۲ تا ۱۷ به آن‌ها اختصاص دارد. این مسئله احتمالاً بازتاب نگاه به جزیره (بین‌النهرین) به‌عنوان منطقه‌ای حاشیه‌ای در جنوب است. با این حال، Aage Westenholz یادآور می‌شود که حضور برخی ایزدان شمالی مانند زابابا نشان می‌دهد که تبعیض دینی سازمان‌یافته‌ای نسبت به آن‌ها وجود نداشته است. نواحی دورتر مانند ابلا، ماری (سوریه) و شوش (شهر باستانی) کاملاً نادیده گرفته شده‌اند.
در میان ایزدان یادشده، دست‌کم بیست‌وپنج نفر مذکر و دست‌کم سی‌وهفت نفر مؤنث‌اند؛ اما به‌دلیل کمی منابع، تعیین جنسیت برخی دیگر ممکن نیست. در برخی موارد، ایزدبانوان با عنوان‌هایی چون گاو بال‌دار یا اما مشخص شده‌اند، اما این کاربرد همواره پیوسته نیست.
Robert D. Biggs بر این باور بود که سرودها را باید به‌منزلهٔ ستایش‌هایی دانست که توسط انلیل ــ نخستین ایزد ذکرشده ــ خطاب به دیگر ایزدان بیان شده‌اند. اما مانفرد کربرنیک و یان لیسمان این دیدگاه را نمی‌پذیرند و معتقدند که برعکس، انلیل توسط دیگر ایزدان مورد ستایش قرار گرفته است. شیانهوا وانگ نیز اشاره می‌کند که این دیدگاه در میان آشورشناسان رایج‌تر است. احتمال دوم که توسط Krebernik و Lisman پیشنهاد شده آن است که همهٔ ایزدان توسط نوع بشر ستایش شده‌اند.